# Begonia glandulifera
Espèce
Begonia glandulifera est une espèce de plantes de la famille des Begoniaceae. Ce bégonia est originaire du pourtour du Golfe de Paria, en Amérique du Sud. L'espèce fait partie de la section Begonia. Elle a été décrite en 1860 par August Heinrich Rudolf Grisebach (1814-1879). L'épithète spécifique glandulifera signifie « qui porte des glandes, glanduleuse ».

## Répartition géographique
Cette espèce est originaire des pays suivants : Trinité-et-Tobago ; Venezuela.